# Jánoshalma
Jánoshalma (horvátul: Jankovac) város Bács-Kiskun vármegyében, a Jánoshalmai járás központja.

## Fekvése
A város a Bácskai-síkvidék és a Bugaci-homokhát találkozásánál helyezkedik el. A határában folyik a Kígyós-főcsatorna. Kiskunhalastól mintegy 20 kilométerre található Baja irányában. Az illancsi vidék adja természeti értékeit.

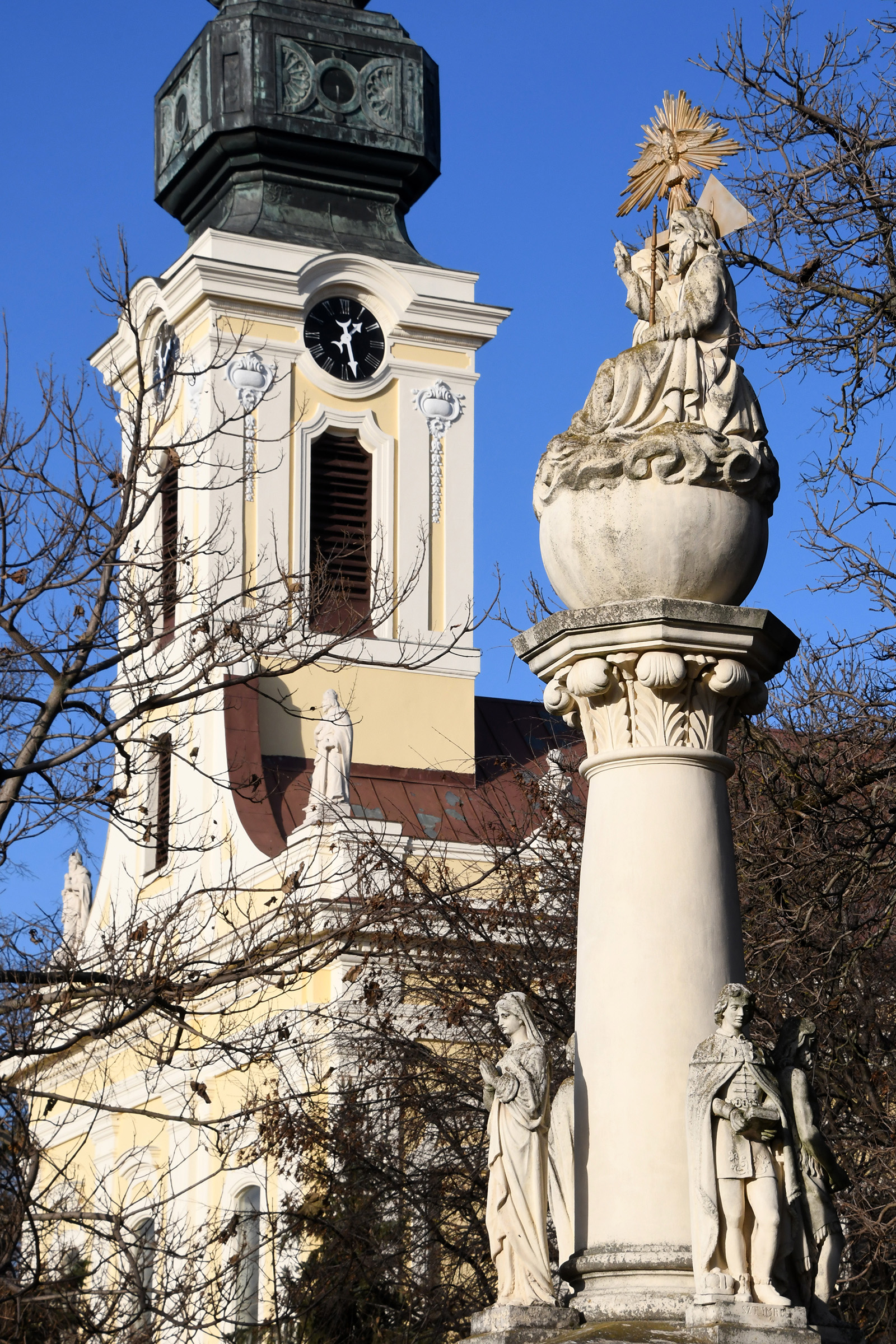
A Szentháromság-oszlop, háttérben a Szent Anna-templom

Az 1989-ben várossá lett Jánoshalma 13 220 hektár területen fekszik, melynek kb. 15%-a belterület, 25%-a erdő, 60%-a mezőgazdasági terület, szántó. Környékét tanyavilág övezi (lásd Kiserdei tanya kép), egyes tanyákat vendégfogadásra alakítanak át, hogy a városlakók, vagy az idelátogató külföldiek megismerjék a tanyai életformát, szokásokat, ízeket. Jánoshalma kistérsége nem alkot önálló területi egységet, a város igazi vonzáskörzete még nem alakult ki, s központi funkciói is meglehetősen hiányosak.
Jánoshalma jellemzően egy központú település. Az intézmények nagyobbrészt a Béke tér környékén helyezkednek el, illetve az átmenő forgalmi utak mentén lineáris intézményi vonalakként kapcsolódnak a központi tér- és utcarendszerhez.
A városközpont zavartalan működésének fontos feltétele a megfelelő közlekedési hálózat. Jelenleg Jánoshalma központját a helyi eredetű forgalmi terhelésen túl átmenő forgalmi utak terhelik. A város az 54-es és 55-ös főút között fekszik, ennek a térségnek igen ritka az úthálózata. Legjelentősebb változás az M9-es gyorsforgalmi út megépítésétől várható, amely északkelet felől kerülné el a települést, ezáltal a belterületen áthaladó forgalmi utak terhelése jelentősen lecsökkenhetne.
Jánoshalma Kalocsa és Bácsalmás felől az 5312-es, Baja és Kiskunhalas felől az 5412-es, Borota felől az 5414-es, Kisszállás felől pedig az 5416-os úton közelíthető meg. A kerékpárút-hálózat fejlesztését az 5412-es út mellett tervezett kerékpáros nyomvonal kialakítása jelenti (Baja–Csávoly–Jánoshalma–Kiskunhalas).
Jánoshalma vasútállomás a Bátaszék–Kiskunhalas-vasútvonalon található, a MÁV ezen a szakaszon a vasút szinten tartását tervezi.

## Története

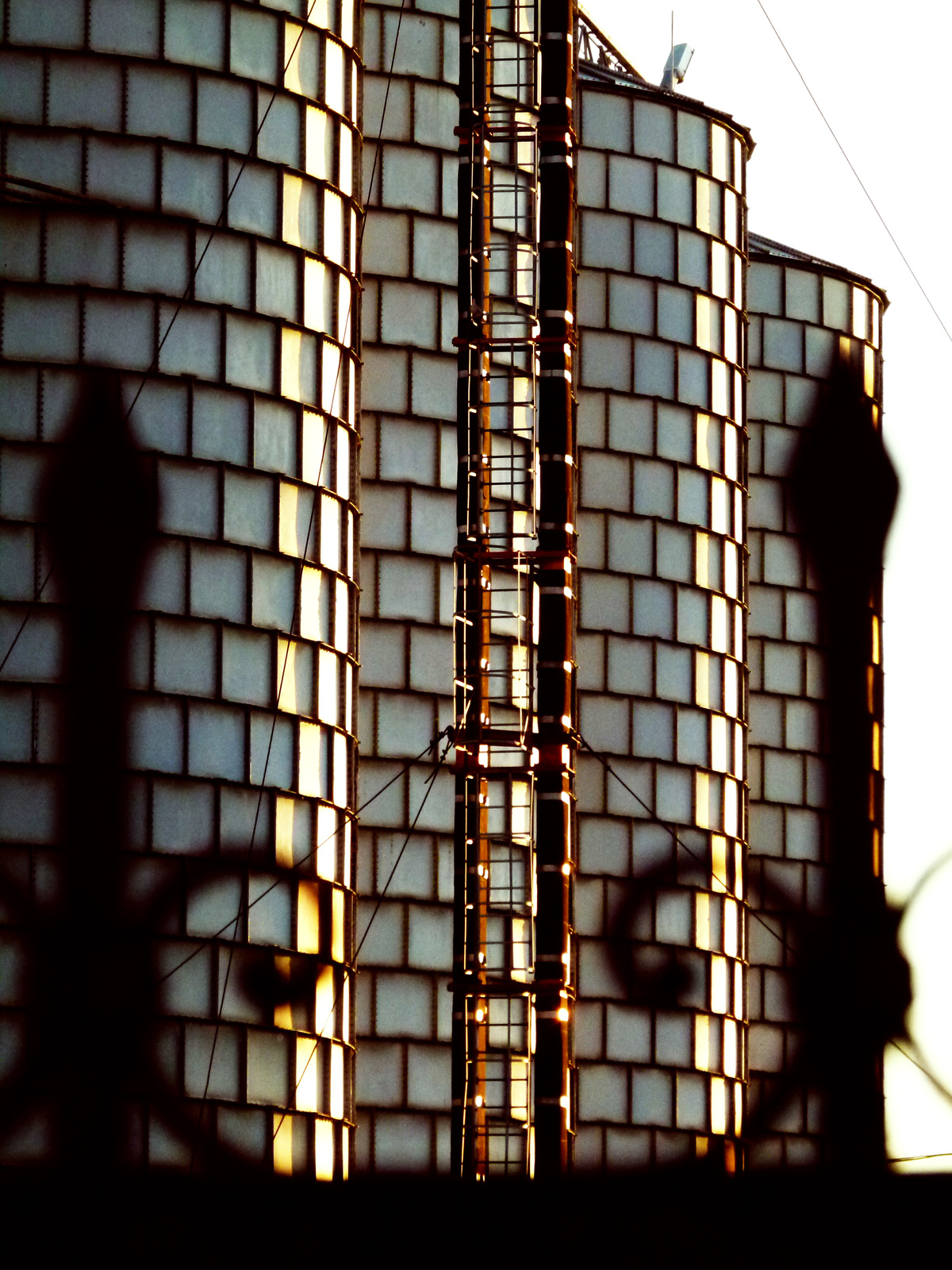
A Felső-bácskai hengermalom silói

Jánoshalma csak 1989-ben kapott városi rangot, múltja azonban a török hódoltság előtti időkre tekint vissza. Régészeti ásatások során feltárt leletek bizonyítják, hogy nomád pásztornépek, szarmaták, hunok és avarok éltek itt.
A tatárjárás után kunok települtek a megmaradt magyarok közé, falujukat Csőszapának nevezték. A terület 1439-ben a Hunyadi-család birtoka lett. A fejlődő falu ekkor kapta a Jankó, Jankószállás nevet. A 150 éves török uralom alatt a lakosság szinte kipusztult, helyettük szerbek, majd bunyevácok települtek be. Határában feküdt Szentte (Hergyavica) középkori település is, mely szintén teljesen elpusztult.
1731-től katolikus magyarok népesítették be a települést, akik közé délszlávok és szlovákok is keveredtek. A törökök óta Jankovácznak is nevezett falu előbb a kincstár, majd 1799-től az Orczy család jobbágybirtoka lett. 1807-ben kivívta magának a vásártartási joggal járó mezővárosi rangot, s ezt 1886-ig meg is tartotta. Nevét 1904-ben Klánszky Ferenc javaslatára Jánoshalmára változtatták. A különböző tájakról idetelepült lakosok változatos népi kultúrát, szokásokat, hiedelmeket hoztak magukkal. Ez két évszázad alatt egységessé ötvöződött, s így öröklődött nemzedékről nemzedékre.
Az 1867-es kiegyezés utáni időszak újabb fejlődési periódusnak tekinthető. Az illancsi homokvilág és a bácskai löszvidék találkozása lehetőséget nyújtott szőlő- és gyümölcstermesztésre, valamint szántóföldi növénytermesztésre. Kiépült a vasútvonal, ami főleg a mezőgazdaság számára volt kedvező, mivel határainkon túlra is kiterjesztette a termények kereskedelmi forgalmát. A növénytermesztéshez szorosan hozzákapcsolódott az állattartás, a sertés-, baromfi- és szarvasmarha-tenyésztés. Megerősödött az iparosréteg, a település lakossága egy gazdaságilag is erős kisváros kívánalmainak megfelelően polgárosodott, rétegződött. A Béke téren kialakult az egykor országos hírű gyümölcspiac, a gyümölcskereskedelem és -feldolgozás egyéb formái is teret nyertek. A település ebben az időszakban vette fel ma is meghatározó, karakteres kisvárosi arculatát.
Az első világháború után a szerb demarkációs vonal kialakulásával a megmaradt Bács-Bodrog vármegye adminisztratív székhelye, egészen Baja 1921. augusztusi szerb kiürítéséig, amikor ezt a szerepkört Baja vette át.
1945 után a mezőgazdaság nagyüzemivé válása miatt visszaesett a szőlő- és gyümölcstermesztés. Az 1989-ben lezajlott rendszerváltás egy új, másfajta élet feltételeit kívánta megteremteni, jóval nagyobb teret adva a magán-, illetve a farmgazdálkodásnak.
1990-ig a település határában lévő helyőrségben volt elhelyezve az egykori kaposvári MN 9. Gépesített Lövészhadosztály 102. Légvédelmi Tüzérezrede.

## Közélete

### Polgármesterei
- 1990–1994: Szakál Lajos (nem ismert)[6]
- 1994–1998: Kiss György (FKgP-KDNP-MDF)[7]
- 1998–2002: Kiss György (FKgP)[8]
- 2002–2006: Rapcsák András (SZDSZ-MSZP)[9]
- 2006–2010: Czeller Zoltán (Fidesz-KDNP-KPE)[10]
- 2010–2014: Czeller Zoltán (Fidesz-KDNP-KPSZ)[11]
- 2014–2019: Czeller Zoltán (Fidesz-KDNP-KPE)[12]
- 2019–2024: Czeller Zoltán (Fidesz-KDNP)[13]
- 2024– : Lengyel Endre (független)[1]

## Népessége
A település népességének változása:
| Lakosok száma | 8941 | 8862 | 8336 | 8280 | 8242 | 7956 | 7984 | 7997 |
|               | 2013 | 2014 | 2018 | 2019 | 2021 | 2022 | 2023 | 2024 |

2001-ben a város lakosságának 96%-a magyar, 3%-a cigány és 1%-a egyéb nemzetiségűnek vallotta magát.
A 2011-es népszámlálás során a lakosok 86,2%-a magyarnak, 5,9% cigánynak, 0,8% németnek mondta magát (13,7% nem nyilatkozott; a kettős identitások miatt a végösszeg nagyobb lehet 100%-nál). A vallási megoszlás a következő volt: római katolikus 62,5%, református 1,5%, evangélikus 0,3%, görögkatolikus 0,1%, felekezeten kívüli 9% (24,7% nem nyilatkozott).
2022-ben a lakosság 88,6%-a vallotta magát magyarnak, 3,5% cigánynak, 0,7% németnek, 0,2% szerbnek, 0,2% románnak, 0,1-0,1% horvátnak, bolgárnak és ukránnak, 1,8% egyéb, nem hazai nemzetiségűnek (9,6% nem nyilatkozott; a kettős identitások miatt a végösszeg nagyobb lehet 100%-nál). Vallásuk szerint 45,6% volt római katolikus, 1,5% református, 0,3% evangélikus, 0,3% görög katolikus, 1,8% egyéb keresztény, 0,8% egyéb katolikus, 9,9% felekezeten kívüli (39,5% nem válaszolt).

## Infrastruktúrája
A belterület úthálózatának 98%-a szilárd burkolatú (aszfalt), az utcák 75%-ánál mindkét oldalon beton járda található.
A térség vízrendezési szempontból a Kígyós-főcsatorna vízrendszeréhez tartozik. 2005-ben Jánoshalma vezetékes vízhálózata 57,3 km hosszú, vízfogyasztása 1670 m³/nap volt. A településen 100%-os az ivóvízellátás, három mélyfúrású kút működik. 2001-ben vas- és arzénmentesítő víztisztító berendezést állítottak munkába, megszüntették a klórozást és bevezették a víz folyamatos fertőtlenítését. A csatornázottság mértéke még alacsony, a szennyvízelvezetést részben szippantással oldják meg. 2015-ben kiépült a szennyvízcsatorna-hálózat és a szennyvíztisztító telep.
Az elektromos hálózat teljes rekonstrukciójára 2001-ben került sor, így 100%-os a város elektromos ellátása, hasonlóan a gázellátáshoz. A hírközlés infrastruktúrája szempontjából a térséget a mobil telefonszolgáltatók bázisállomásai érintik, melyek szabályozási igényei kismértékűek. A városban digitális telefonközpont működik, és teljes a kábeltévés lefedettség is. Jánoshalmán viszonylag korszerű hulladéklerakó létesült, ami akár kistérségi célra is továbbfejleszthető.

## Oktatása
- Jánoshalmi Hunyadi János Általános Iskola Gimnázium Szakközépiskola 6440 Jánoshalma Béke tér 11.
- Déli ASZC Jánoshalmi Mezőgazdasági Technikum, Szakképző Iskola és Kollégium 6440 Jánoshalma Bernáth Zoltán utca 1/A
- Szent Anna Katolikus Óvoda, Általános Iskola és Diákotthon 6440 Jánoshalma, Rákóczi utca 8.

## Nevezetességei
- Orczy-kastély – A kastély klasszicista stílusban épült 1820 körül. Jelenleg lakóépület.
- Felső-bácskai hengermalom – Messziről kitűnik környezetéből a középkori olasz várkastélyokra emlékeztető Felső-bácskai hengermalom, mely Közép-Európa legszebb malma. 1907-ben épült és még ma is kiváló minőségű lisztet őrölnek az eredeti berendezések.
- Doktor-telepi szélmalom – Jánoshalmán egykor több szélmalom és szárazmalom is állt, de ma már csak a Jókai utcai Anna-malom és az 1892-ben épült Doktor-telepi szélmalom látható, ami a közelmúltban került ismét felújításra. Utóbbi építési idejéről egy gerendába vésett évszám tanúskodik. Népi műemlék.
- Jánoshalmi zsinagóga – 1828 körül épült, a 19. század második felében átalakították, bővítették. 2000-ben felújították.
- Helytörténeti Gyűjtemény – A várost és hagyományait egészen az avar kortól a 20. századig bemutató tárgyak, fotók tekinthetők meg.
- Skanzen Archiválva 2020. március 23-i dátummal a Wayback Machine-ben – Őseink életét, építészeti hagyományait, szokásait, mindennapi életüket mutatja be a Jánoshalma szélén, a Mélykúti úton, a benzinkút után található skanzen.

## Testvérvárosai
- Nawojowa (Lengyelország)
- Szenttamás (Szerbia)
- Temerin (Szerbia)
- Korond (Románia)
- Tusnádfürdő (Románia)
- Rafajnaújfalu (Ukrajna)
- Mirebeau (Franciaország)

## Híres jánoshalmiak
- Itt született 1826. április 16-án Lévay Henrik (kisteleki) báró biztosításügyi szakértő, a biztosító intézmény magyarországi megalapítója, közgazdász
- Itt született 1836. március 31-én Ágai Adolf humorista, lapszerkesztő, orvos, a Kisfaludy Társaság tagja
- Itt született 1866-ban Nemes Marcell műgyűjtő, műkereskedő, mecénás
- Itt született 1870. május 13-án Tóváry Antal színész, színházigazgató
- Itt született 1908. szeptember 26-án Lakó György nyelvész, finnugrista
- Itt született 1909. november 7-én Szobonya Zoltán ügyvéd, az 1956-os forradalom mártírja
- Itt született 1913. március 25-én Kelle Sándor festő, főiskolai tanár
- Itt született 1925. április 23-án Rapcsányi László újságíró
- Itt született 1926. január 21-én Péter László irodalomtörténész
- Itt született 1930. február 14-én Ádám Antal jogász, alkotmánybíró, egyetemi tanár
- Itt született 1933. szeptember 19-én Fenyvesi Máté válogatott labdarúgó,
- Itt született 1941. február 15-én Bernáth Árpád germanista, filológus, egyetemi tanár.
- Itt született 1955. június 21-én Árpás Károly író, költő, műfordító; irodalomtörténész, középiskolai tanár; közoktatási szakértő
- Itt született 1957. január 18-án Agócs Sándor költő, író, szerkesztő, kritikus, bibliográfus
- Itt született 1959. január 2-án Herédi Attila válogatott labdarúgó, edző

Itt nevelkedett Imre Zoltán koreográfus, a Művelődési Központ és a fiatal koreográfusok országos díjának névadója.